# Kendall Point
Der Kendall Point ist eine Landspitze im Nordwesten von Deception Island im Archipel der Südlichen Shetlandinseln. Sie list der westlichste Ausläufer der Kendall Terrace.
Der britische Geologe Donald Durston Hawkes (* 1934) vom Falkland Islands Dependencies Survey kartierte sie 1961. Polnische Wissenschaftler benannten sie 1999. Der Namensgeber ist nicht überliefert. Wahrscheinlich handelt es sich wie für die Kendall Terrace um Edward Nicholas Kendall (1800–1845) von der Royal Navy, der bei der Antarktisfahrt der HMS Chanticleer (1827–1831) zwischen Januar und März 1829 die erste Vermessung von Deception Island vorgenommen hatte.